# 岡本保三
岡本 保三（おかもと やすぞう、1887年（明治20年）5月1日 - 没年不詳）は、日本の内務官僚。

## 経歴
兵庫県出身。1913年（大正2年）、東京帝国大学法科大学政治科を卒業して、同年に高等文官試験に合格した。大阪府属・西成郡書記、同府工場監督官補、大分県西国東郡長、同県理事官、宮崎県理事官、北海道庁事務官、群馬県書記官・学務部長を歴任。1930年（昭和5年）に樺太庁農林部長に就任した。
退官後、横須賀市助役を務めた。